# Conseil de sécurité nationale (États-Unis)
Pour les articles homonymes, voir Conseil de sécurité nationale.
 (septembre 2024).
Le Conseil de sécurité nationale (National Security Council ou NSC) est une organisation administrative dépendant directement du président des États-Unis. Il a un rôle de conseil, de coordination et parfois d’impulsion sur les sujets de politique étrangère, de sécurité nationale, et plus généralement sur l’ensemble des questions stratégiques. Il est en cela un acteur peu connu, mais majeur, parfois prédominant, de la politique étrangère des États-Unis.
Il réunit statutairement le vice-président des États-Unis, le secrétaire d’État (équivalent du ministre des Affaires étrangères dans les autres pays), le secrétaire à la Défense et le conseiller à la sécurité nationale autour du président. Celui-ci le préside, tandis que son administration est dirigée par le conseiller à la sécurité nationale. Il peut y convier d’autres membres en fonction des besoins.
Il a pour fonction première d’être un forum d’échanges permettant de conseiller le président. À ce titre, il se réunit régulièrement, en fonction de la situation internationale et des priorités du président. L’administration du conseil est chargée de la préparation de ces réunions généralistes. Des comités interdépartementaux (interministériels) ont également lieu sous la direction du conseiller à la sécurité nationale sur des thématiques précises.
Lors des réunions du conseil, le président peut prendre des décisions, traduites par le conseiller à la sécurité nationale sous forme de directives et que les participants doivent mettre en œuvre. À ce titre, il est devenu un outil d’impulsion des décisions, de coordination et de vérification de leur mise en œuvre dans les mains du président, renforçant son pouvoir exécutif face au Congrès.
Au fil du temps et en fonction de la personnalité du conseiller à la sécurité nationale, il a fonctionné comme une administration à part entière, possédant une existence propre, devenant ainsi l’un des acteurs-clé de la formulation de la politique étrangère des États-Unis, concurrençant le département d’État et le département de la Défense.
Au cours de l’existence du conseil, l’administration dirigée par le conseiller à la sécurité nationale a dominé les autres acteurs de la politique étrangère, allant même jusqu’à outrepasser ses fonctions pour formuler et impulser à elle seule des décisions importantes, parfois sans que ses partenaires en soient informés. À d’autres périodes, elle a perdu de l’influence, réduite à un bureau peu écouté ne comportant que quelques dizaines de personnes.

## Préambule
Le NSC est difficile à appréhender pour plusieurs raisons. D’abord son fonctionnement réel s’appuie essentiellement sur des structures non prévues dans la loi du Congrès créant le NSC, tandis que les mécanismes pensés par le législateur n’ont jamais réellement fonctionné. Ensuite, le terme « conseil de sécurité nationale » renvoie à quatre entités : un forum décisionnel réunissant les membres de plein droit autour du président, des comités interdépartementaux (interministériels dans les pays francophones), une administration chargée à l’origine de préparer les réunions et son chef, le conseiller à la sécurité nationale. Ce dernier, choisi le plus souvent pour sa compétence et sa convergence de vues avec le président, parfois pour son caractère effacé, permettant à un autre acteur de dominer le processus décisionnel de la politique étrangère, a joué un rôle très variable au cours du temps. Enfin, le caractère parfois informel ou secret de la prise de décision dans les domaines de sécurité nationale ne permettent pas toujours de décrire le rôle NSC en tant que structure identifiée et hiérarchisée.
À cela s’ajoute la faiblesse des études réalisées sur le NSC. Elles se basent sur des documents de sécurité nationale déclassifiés, des interviews des acteurs et des approches théoriques. Mais aucune n’a réussi à fournir une analyse globale du fonctionnement du NSC. C’est ce qui fait dire à I.M. Destler dans sa critique de l’ouvrage de David Rothkopf que « Nous avons toujours besoin d’un livre qui couvrirait tous les aspects [du fonctionnement du NSC] ».
Cette structure est donc complexe et joue un rôle subtil mais déterminant dans l’élaboration de la politique étrangère américaine. Il a en outre subi de profondes mutations au cours de son histoire, liées essentiellement au style de leadership de chacun des présidents qui se sont succédé dans le bureau ovale.

## Rôle

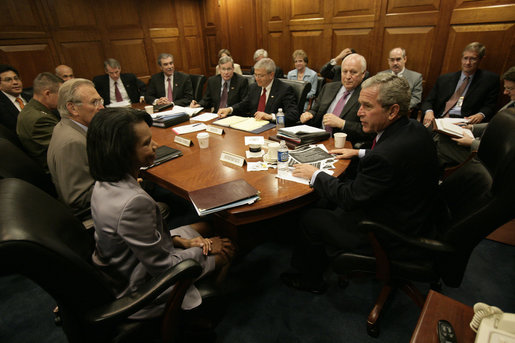
Réunion du Conseil de sécurité nationale dans la salle de crise le 5 juillet 2006

Cet acteur à l’organisation et au fonctionnement normalement collégiaux est en réalité devenu un acteur à part entière de la politique étrangère, personnifié par le conseiller à la sécurité nationale. En tant que tel, il a alors acquis une influence globalement croissante non prévue par ceux qui présidèrent à sa création.

### Organisation et fonctionnement
La politique étrangère américaine est fondée sur le principe de séparation des pouvoirs entre le président et le Congrès, bien que le pouvoir du président soit dominant dans ce domaine. Le pouvoir exécutif est organisé en départements (équivalent des ministères dans les pays francophones) dirigés par un secrétaire (équivalent du ministre). Les départements sont directement responsables devant un président décideur (la prise de décision collégiale d’un conseil des ministres n’existe pas dans la Constitution américaine). Afin de pouvoir prendre des décisions concrètement, le président dispose d’un bureau exécutif composé de plusieurs directions. L’ensemble composé par les départements et le bureau exécutif est appelé administration.
Le NSC occupe une position géographique et institutionnelle centrale au sein du pouvoir exécutif. Il se présente comme une structure à deux étages. Le premier est le forum décisionnel composé des principaux responsables de l’exécutif en matière de politique étrangère et de sécurité. Il est chargé par la loi de prendre après débat les décisions sur les sujets du moment. Le rez-de-chaussée est constitué des comités interdépartementaux composés de représentants spécialisés de chaque département. Il se réunit sur des questions thématiques et fournit au forum un éventail large d’analyses et de propositions lorsqu’il en a besoin.

#### Position au sein de la Maison-Blanche

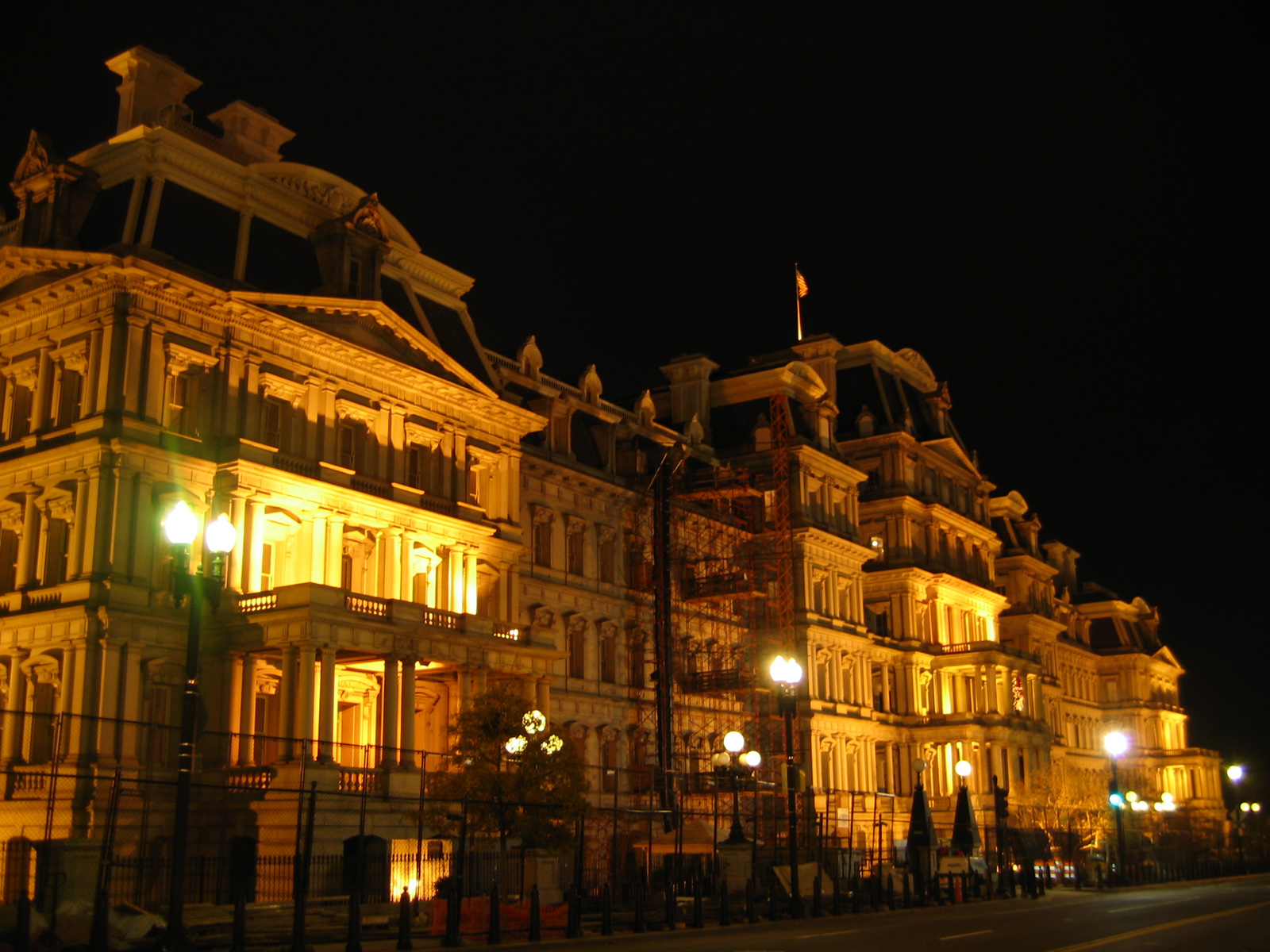
Le bâtiment du bureau exécutif Eisenhower où loge l’administration du NSC. Il est situé en face de la Maison-Blanche

Le NSC fait partie du Bureau exécutif du président. Ses membres siègent dans le bâtiment du bureau exécutif Eisenhower qui se trouve en face de la Maison-Blanche. Cette proximité fonctionnelle et géographique est un premier facteur d’explication du développement du NSC parallèle à la montée en puissance du pouvoir exécutif depuis la Seconde Guerre mondiale. Le président sait qu’il peut compter sur la loyauté d’une administration proche de lui, dont il a modelé le fonctionnement et la composition au moment de sa prise de fonction.

#### Forum décisionnel
Le National Security Act du 26 juillet 1947 amendé le 10 août 1949 prévoit la création d’un forum décisionnel composé du président, du vice-président et des secrétaires d’État et de la Défense. Ce forum est souvent élargi à d’autres acteurs tels que le secrétaire au Trésor, le secrétaire au Commerce, le président du comité de chefs d’État-major (Chairman of the Joint Chief of Staff ou CJCS), le directeur des services de renseignement (qui est aussi le directeur de la CIA), l’ambassadeur des États-Unis à l’ONU. Plus récemment se sont ajoutés le directeur du renseignement national, le coordinateur de la lutte antiterroriste ou le secrétaire à la Sécurité intérieure. D’autres conseillers spécialisés peuvent ponctuellement intervenir en fonction des sujets traités.
Ce forum a pour mission de mener une politique étrangère et de sécurité intégrée et cohérente à terme. Le contexte de 1947 est en effet celui du bilan de la Seconde Guerre mondiale. La prise de décision a été difficile pendant le conflit, et le président Franklin Roosevelt a dû personnellement jouer un rôle d’arbitre. D’autre part, la guerre froide qui s’annonce nécessite plus que jamais une politique bien coordonnée avec l’appareil militaire, appuyée sur un consensus solide au sein des responsables et prenant en compte toutes les facettes des conséquences d’une décision.
C’est pourquoi le National Security Act donne mission au forum de « conseiller le président par l’intégration des facteurs militaires, civils, intérieurs et internationaux de la sécurité nationale » en « agrégeant les différentes perspectives exprimées par les administrations civiles et militaires ainsi que par les différentes agences gouvernementales ». Le conseil a également pour mission de « permettre aux organisations militaires, départements et agences de coopérer avec plus d’efficacité sur les sujets impliquant la sécurité nationale ».

Le fonctionnement réel du NSC est en réalité très différent. Les réunions de prise de décision sont informelles, tandis que le conseiller pour la sécurité nationale et son administration ont un rôle beaucoup plus étendu que celui de simple creuset de la prise de décision

Ces dispositions ne seront pratiquement jamais appliquées, à l’exception notable de la présidence de George W. Bush. Les réunions du NSC sont devenues dans la pratique le lieu où le président donne ses directives plus que l’endroit où il consulte les avis et élabore ses décisions.
Des réunions informelles autour du président constituent en effet le lieu réel de la prise de décision sur les sujets importants du moment. La plupart portent un nom, comme les Friday Morning Breakfast de la présidence de Jimmy Carter.
En outre, des comités spécifiques de grands décideurs peuvent être temporairement créés en dehors de la hiérarchie officielle. Ils portent sur des questions précises et jouent un rôle similaire au NSC. Le journal de bord du 26 février 1953 d'Eisenhower (président des États-Unis de 1953 à 1961) fournit l’exemple de la création d’un comité ad hoc pour étudier le projet de création du corps de volontaires libres sur proposition du NSC.

#### Comités interdépartementaux
Afin d’appuyer les réunions du forum décisionnel (ou de ce qui en tient lieu de manière informelle), des comités composés de représentants spécialisés des départements se réunissent. Ils concernent une thématique précise, et leur ordre du jour est moins dépendant de l’actualité immédiate que les réunions généralistes. En ce sens, ils constituent un système d’information et de production d’analyse en continu. Ils sont présidés par le conseiller à la sécurité nationale ou les directeurs concernés du NSC.
L’objectif est d’abord de collecter les renseignements en provenance des départements, de manière à être sûr qu’aucune information, analyse ou option importante ne soit ignorée de la Maison-Blanche. Ces comités fournissent une première étude précise et un éventail de solutions le plus étendu possible. Les comptes-rendus remontent la voie hiérarchique sous la forme de documents appelés formulation de politique (Policy Paper), destinés aux décideurs qui peuvent ensuite en faire des synthèses, utilisées directement pour la prise de décision.
En retour, les comités interdépartementaux reçoivent les directives présidentielles qu’ils doivent mettre en œuvre au sein de chaque département. Ils jouent alors un rôle de coordination et de vérification de l’application des décisions.
L’ensemble de ces réunions sont préparées par une petite équipe administrative au sein du NSC. Mais le rôle de cette équipe dépasse dans les faits largement cette simple prérogative.

### Acteur à part entière de la politique étrangère américaine
Le NSC est passé du statut de creuset de la formulation de la politique étrangère à celui de composant à part entière de l’amalgame final, tout en conservant une large part de ses fonctions premières. La raison est l’apparition rapide d’un acteur influent : le conseiller à la sécurité nationale, appuyé par une administration de plus en plus puissante, lui donnant les moyens d’avoir un regard sur l’ensemble du processus de formulation et de mise en œuvre de la politique étrangère américaine.

#### Conseiller à la sécurité nationale

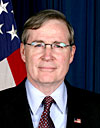
Stephen Hadley, conseiller à la sécurité nationale de 2005 à 2009. Face à un Congrès hostile, il est le meilleur avocat du président George W. Bush sur les questions de politique étrangère

La fonction de conseiller à la sécurité nationale n’est pas prévue par le National Security Act. C’est Eisenhower (alors président des États-Unis) qui crée le poste en 1953 afin de mettre à la tête du NSC une personnalité dont l’autorité dépasse celle du très effacé secrétaire exécutif. C’est cependant sous la présidence suivante, celle de Kennedy, que le rôle du conseiller tenu par McGeorge Bundy va réellement s’affirmer (voir partie 2).
La création du conseiller à la sécurité nationale répond au besoin du président de pouvoir s’appuyer sur une personne de confiance. Celle-ci doit être capable de lui fournir une analyse transversale, synthétique et neutre car dégagée des conflits d’intérêts. Pour cela, elle peut se faire l’avocat du diable, permettant au président de peser le pour et le contre de chaque option. Elle est également dotée de suffisamment de compétences pour pouvoir s’assurer du bon fonctionnement du processus décisionnel (par exemple que les départements ne lui dissimulent pas une option stratégique possible, mais contraire à leur intérêt en tant qu’organisation). Une fois la décision prise, le conseiller a pour mission de s’assurer qu’elle est appliquée intégralement, sans être édulcorée ou dénaturée par ceux qui sont chargés de la mettre en œuvre. Il a pour cela des moyens administratifs importants et un moyen juridique : la directive présidentielle qu’il rédige ou supervise. Le conseiller est donc à l’origine un personnage neutre s’assurant du bon fonctionnement de la sécurité nationale, notamment que le président détient bien le pouvoir réel face à son administration.
En réalité, le rôle du conseiller va largement dépasser ce simple cadre. Les raisons tiennent essentiellement à sa proximité avec le président.
Tout d’abord, le conseiller est nommé directement par le président, le Congrès n'ayant aucun droit de regard. Aucune des structures fédérales (départements et agences) ne peut influer sur ce choix, car aucune tradition de nomination n’existe en la matière. Le président est ainsi libre de choisir une personne de confiance, avec laquelle il entretient une relation personnelle étroite.
C’est naturellement que cette personnalité traditionnellement choisie entre l’élection du président (en novembre) et sa prise de fonction (en janvier) va jouer le rôle d’éminence grise d’un président parfois peu au fait des réalités internationales et peu compétent en matière diplomatique.
Cette position privilégiée d’homme du président lui permet d’influer directement sur ses décisions, dont il est par ailleurs garant qu’elles seront bien appliquées. Il quitte alors le rôle d’« honnête courtier » pour tenter de faire pencher la décision selon ses vues.
Le conseiller a également un regard sur l’agenda du président. C’est lui qui décide de quels sujets le président doit être informé, qui doit lui présenter les problèmes. L’exemple en 1969 de Lawrence Eagleburger, assistant de Henry Kissinger, empêché par son chef d’approcher le président Richard Nixon pour l’entretenir de la situation au Vietnam est à ce titre éloquent.

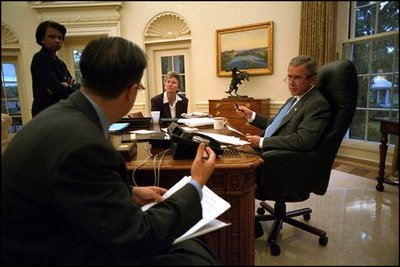
Le président George W. Bush prépare son discours à la nation et au Congrès après les attentats du 11 septembre 2001. Outre sa « plume » au premier plan, on aperçoit Condoleezza Rice, sa conseillère pour la sécurité nationale devant lui. C’est son rôle d’assister le président dans ces moments

C’est ainsi que le rôle du conseiller du président s’étend. Il est régulièrement amené à se faire l’émissaire personnel du président auprès des délégations étrangères. Il peut ainsi intervenir sur des négociations importantes, mais longues et exigeant une attention de tous les instants que le président, contraint par d’autres obligations, ne peut se permettre. Ce fut le cas par exemple en Bosnie-Herzégovine en 1999 sous la présidence de Bill Clinton.
Subrepticement, le conseiller va dans certains cas être en mesure de mener sa propre politique étrangère, outrepassant alors totalement ses prérogatives. C’est le cas de la diplomatie secrète menée par Henry Kissinger vis-à-vis de la république populaire de Chine, avant sa reconnaissance officielle par les États-Unis en 1972.
Le conseiller doit donc conserver un équilibre difficile entre le rôle de garant de l'application des décisions du président et celui de conseiller spécial de ce dernier. Un témoignage de Anthony Lake, conseiller de Clinton est éclairant à ce titre : « Je fis une erreur dans les six premiers mois de mon poste, quand j’essayais trop d’être un honnête courtier. Je me souviens de Colin Powell venant me voir en me disant que je devais exprimer plus fortement mes opinions ».
Cette situation n’est pas sans créer de vives tensions au sein de l’administration lorsque le conseiller devient clairement partisan dans son rôle de coordinateur. Les conflits ouverts avec les départements naissent, et les rivalités s’exacerbent entre eux. Le conseiller, au lieu d’être un facilitateur devient une pièce à part entière sur l’échiquier. Il est alors une source de tensions, ce qui conduit à la désagrégation d’une décision publique dont le garant de la cohérence est devenu un facteur d’instabilité. Dans ces situations, la politique étrangère américaine devient chaotique et confuse.

#### Administration

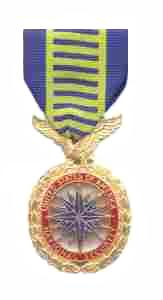
La médaille de la sécurité nationale, créée en 1947 pour récompenser les personnes ayant contribué significativement dans le domaine du renseignement intéressant la sécurité nationale.

La perspective d’une gestion continue (et non plus seulement en temps de crise grave) des sujets de sécurité nationale fait partie de la pensée du législateur. Le texte du National Security Act prévoit en ainsi la création au sein du NSC d’un « bureau pour les conflits de basse intensité ». Cependant, le texte n’a pas prévu que le rôle de l’administration du NSC soit aussi important que celui qu’il est rapidement devenu.
L’administration est organisée en bureaux par zones géographiques et par thèmes transversaux (voir l’organigramme). Elle dispose d’un budget compris entre 6 et 8 millions de dollars, voté tous les ans au Congrès par le Executive Office of the President Appropriations Act.
Son recrutement cherche à rassembler les meilleurs spécialistes des différents thèmes abordés dans son organigramme. De fait, de nombreuses personnalités faisant autorité dans leur domaine et ayant exercé plus tard d’importantes responsabilités, ont eu une fonction de conseiller au NSC. Il devient selon le mot de David Halberstam un conseil des « Meilleurs et des plus brillants » au service du président.
Le résultat concret et visible du travail de l’administration du NSC est la rédaction de documents de sécurité nationale. Harold C. Relyea en distingue quatre types originels :
1. études synthétiques sur les grands sujets de politique étrangère et de sécurité et sur les grandes stratégies mises en œuvre dans ces domaines,
2. études par grande zone géographique et par pays,
3. évaluations du fonctionnement des différentes organisations impliquées,
4. documents d’organisation et de coordination de ces structures.

À l’origine, l’administration du NSC a une simple mission de préparation des réunions du NSC. Ces documents servent de base de discussion synthétique, en agrégeant les différents points de vue. Au fil du temps cependant, ils contiennent des recommandations directement à l’attention du président. Celles-ci font autorité en fonction de l’influence du conseiller à la sécurité nationale.
La synthèse du comité principal est également rédigée par l’administration du NSC. Là encore, on perçoit une évolution allant dans le sens d’un renforcement de son pouvoir. Au départ, ces relevés étaient rédigés par le département concerné par la ou les décisions en question, puis simplement reformulés par l’administration du NSC. Elle prend peu à peu en charge l’ensemble de leur rédaction. Ces documents appelés directives présidentielles de sécurité nationale arrivent aux départements — ou au Congrès lorsqu’elles ont des implications législatives, comme la création d’une agence, ou tout autre décision sur laquelle le Congrès possède un pouvoir de contrôle — qui n’ont plus qu’un rôle d’exécutant.

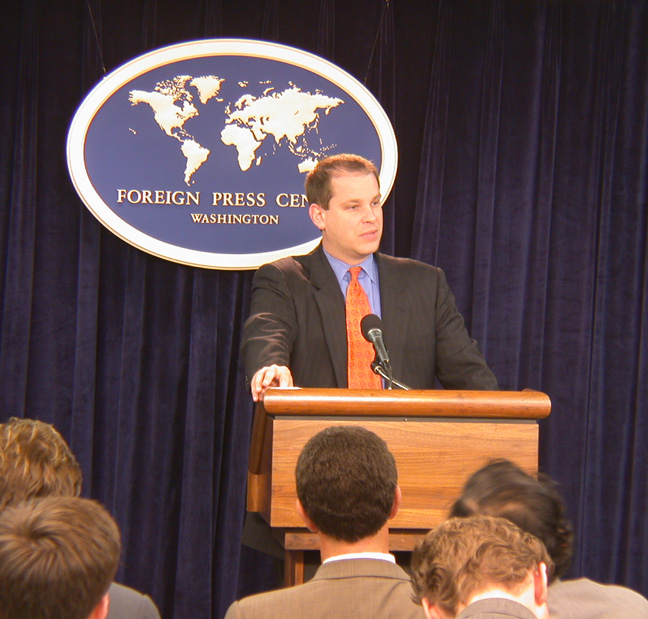
Le NSC fonctionne petit à petit comme une véritable agence fédérale. Il se dote notamment d’un porte parole. Ici Sean McCormack en poste depuis le 6 février 2005

Enfin, les prérogatives de l’administration du NSC dépassent largement les frontières du territoire administratif. Elle est en effet la seule de la Maison-Blanche à s’impliquer directement dans la vie politique. En conséquence, une partie d’entre elle se voit attribuer des missions telles que la préparation d’une stratégie de relations publiques, la défense de la politique étrangère devant l’opinion publique et surtout devant le Congrès, ou encore l’écriture des discours de politique étrangère. Nombre de conseillers du NSC donnent ainsi des interviews à la presse. L’administration est à ce point impliquée dans les affaires courantes, que Ivo Daalder et I.M. Destler jugent que « l’urgent va toujours supplanter l’important ». L’organigramme du NSC s’en ressent et l’administration du NSC devient le bureau personnel de politique étrangère du président. C’est pourquoi Andew Preston la qualifie de « petit département d’État ».
Le NSC n’est pas une agence au sens propre du terme car il n’en possède ni la totalité des moyens opérationnels, ni la compétence juridique. Il constitue cependant un véritable gouvernement de politique étrangère et de sécurité en modèle réduit, capable de fonctionner de manière autonome. Il a pu ainsi s’affirmer à certaines époques comme le seul acteur réel de la politique étrangère (voir plus bas la partie traitant le NSC de la période Kissinger), et même s’impliquer directement dans certaines opérations clandestines voire illégales (voir la partie sur le NSC sous Reagan).

### Influence
Le NSC s’est imposé comme un acteur majeur, parfois dominant de la formulation de la politique étrangère américaine. Pour cela, il a face à lui les départements (notamment le département d’État) qui ne souhaitent pas abandonner leurs prérogatives. Il va souvent sortir vainqueur de cette rivalité, et accompagner la montée en puissance du président face au Congrès sur les enjeux de politique internationale.

#### Rivalité bureaucratique

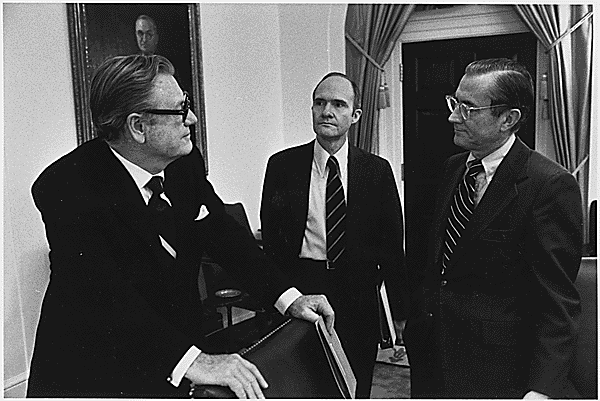
Le vice-président Nelson Rockefeller s’entretient avec Brent Scowcroft et William Colby. Avoir l’oreille du président est un enjeu de la rivalité bureaucratique.

Le NSC est un acteur d’une lutte d’influence au sein de l’administration (équivalent du gouvernement) entre les départements (équivalent des ministères), mais aussi au sein de la communauté du renseignement entre les agences. L’enjeu de cette lutte entre les organisations est pour chacune d’entre elle d’assurer sa pérennité, puis de se réserver une marge de manœuvre maximale, avec un contrôle minimal sur ses actions, enfin d’exercer une influence la plus importante possible sur le cours des choses, et donc sur les décisions prises en matière de politique étrangère. À chaque échelon du processus de décision, jusqu’à la décision finale appartenant au président, chaque organisation va donc chercher à imposer ses vues. Confronté à cette administration, le président lui-même cherche à garder la maîtrise du processus décisionnel et de la décision elle-même. Il cherche également à vérifier que ses décisions sont réellement suivies d’effet.
Bien qu’étant à l’origine un acteur neutre et dépassant les rivalités bureaucratiques, le NSC n’échappe pas à cette règle. Il a face à lui les autres membres du bureau exécutif de la Maison-Blanche. L’enjeu est d’imposer les sujets de sécurité nationale et de politique étrangère comme prioritaires dans l’agenda du président. En ce qui concerne la politique étrangère, le NSC est confronté au département d’État, qui est l’acteur traditionnel dans ce domaine et au département à la Défense, qui a vu ses prérogatives dans ce domaine s’élargir avec le temps. D’autres acteurs traditionnels tels que les agences de renseignement que sont la CIA, le FBI, la NSA, le NRO, etc., mais aussi le chef de cabinet du président, le chef d'État-Major des armées (États-Unis) cherchent également à faire entendre leur voix. Depuis le 11 septembre 2001, des acteurs nouveaux tels le directeur du renseignement national, le coordinateur de la lutte antiterroriste, le département de la Sécurité intérieure, le conseil de sécurité intérieure doivent également se positionner, parfois dans une certaine confusion. L’enjeu est alors d’imposer ses options en influençant sur la prise de décision.

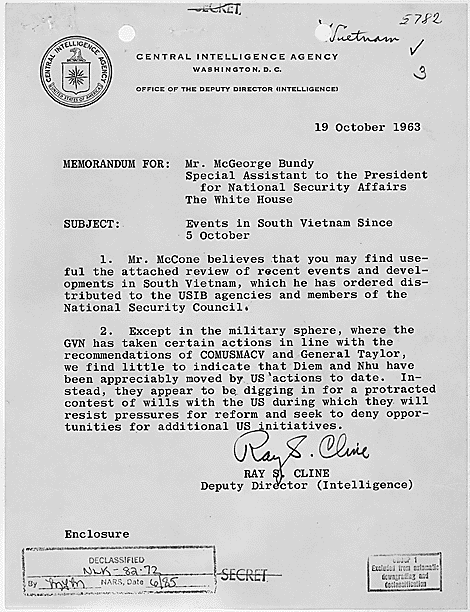
Les informations données au président passent par le filtre du conseiller à la sécurité nationale. Ici un mémo déclassifié de l’adjoint du directeur de la CIA sur la situation au sud-Vietnam en octobre 1963. Le mémo est destiné au conseiller McGeorge Bundy et non au président Kennedy.

La proximité géographique et personnelle du NSC avec le président, sa place centrale et son administration de plus en plus importante, lui donnent des atouts décisifs dans la lutte qu’entretiennent les différentes bureaucraties. Il contrôle la prise de décision à toutes ses étapes.
La lutte d’influence sur l’élaboration de la politique étrangère américaine a globalement été remportée par le NSC. Par exemple, les deux acteurs marquants de la politique étrangère américaine des Trente Glorieuses sont John Foster Dulles et Henry Kissinger. Or le premier était secrétaire d’État, et le deuxième conseiller à la sécurité nationale (même s’il cumulera par la suite cette fonction avec celle de secrétaire d’État).
Mais sa montée en puissance ne peut se comprendre sans l’émergence d’une « présidence impériale » dans le domaine de la politique étrangère et celle de la politique étrangère elle-même dans l’agenda politique américain, pendant et après la guerre froide.

#### Montée en puissance liée à celle de la fonction présidentielle
Dès 1945, les dirigeants des États-Unis sont conscients d'entrer dans une phase de confrontation avec l’URSS[réf. nécessaire]. Dès lors, ils ne peuvent renouer avec l’isolationnisme qu'ils ont mené avant la Seconde Guerre mondiale. En 1947, le vote du plan Marshall et le choix de la politique de containment fait perdre tout espoir aux tenants d’une Amérique poursuivant sa destinée manifeste loin des fureurs du monde. Le président doit donc se tenir informé au quotidien et prendre des décisions impliquant parfois militairement les États-Unis. Même lors des phases de repli relatif (comme sous les présidences Ford et Carter), l’une des premières actions de la journée du président est la lecture du rapport de renseignement.
Après la chute de l’URSS, le nombre de questions internes touchant à la sécurité nationale et ayant des connexions transnationales s’accroît. C’est le cas des questions environnementales, sanitaires, mais aussi des défis lancés par la prolifération nucléaire et plus récemment par le terrorisme international. Parallèlement, la frontière traditionnelle entre les questions économiques et les questions de sécurité nationale s’estompe dans le monde de l’après-guerre froide. Le NSC doit alors rivaliser avec des acteurs plus diversifiés, tels que le conseil économique national au sein du bureau exécutif de la Maison-Blanche, mais aussi le département du Commerce (sur la loi Amato-Kennedy par exemple), à l’Énergie (sur la question de la sécurité des approvisionnements énergétiques), aux transports (sur la question de la sécurité dans les transports aériens après le 11 septembre 2001, la justice (sur la question du statut juridique des prisonniers détenus à Guantanamo), etc.

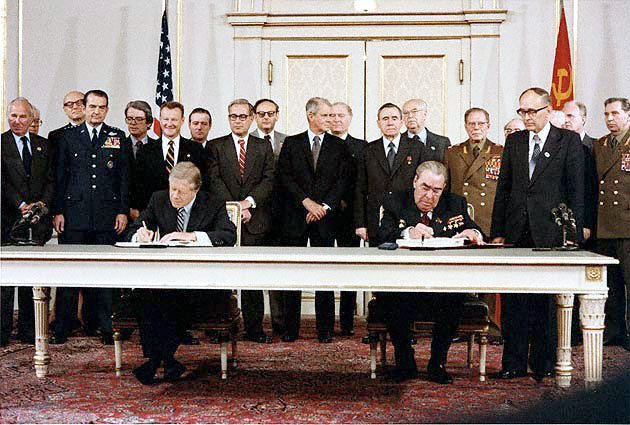
Le conseiller à la sécurité nationale accompagne l’ascension du président dans le domaine des affaires étrangères et de sécurité. Ici Jimmy Carter (à gauche) signant les accords SALT II le 18 juin 1979. On aperçoit juste derrière lui son conseiller à la sécurité nationale Zbigniew Brzeziński.

Plus que jamais, le président a besoin d’une structure transversale capable de lui donner un point de vue synthétique et de faire appliquer ses décisions dans des administrations de plus en plus nombreuses à être concernées.
Sur l’ensemble de ces sujets, le président lui-même a pris l'aval par rapport au contre-pouvoir que représente le Congrès. Le check and balances prévu par la Constitution s’est largement infléchi au profit du président, malgré les tentatives du Congrès. Cela donne au président une marge de manœuvre importante.
Le NSC a été le facilitateur de cette émancipation. En effet, le président doit pouvoir compter sur une administration capable de lui fournir des analyses approfondies et un éventail de solutions, y compris celles qui ne correspondent pas à la ligne politique majoritaire au Congrès, celles pour lesquelles il va falloir trouver au Congrès une majorité dépassant les clivages partisans, ou encore celles qu’il va falloir imposer à un Congrès hostile.
Cette tendance s’est renforcée depuis le milieu des années 1990, lorsque les clivages partisans traditionnels issus de la guerre froide se sont estompés. Les positions des élus sur l’attitude que les États-Unis doivent entretenir avec le reste du monde se sont fortement diversifiées, et il n’est pas rare de retrouver des élus républicains dans la même école de pensée que des élus démocrates.
Face à cette multiplicité de points de vue, le président et son administration doivent d’autant parler d’une seule voix et mener de concert des actions cohérentes. Le NSC peut alors pleinement jouer son rôle de garant de la cohésion de l’administration et de défenseur des intérêts du président. Cela lui permet de conserver sa place centrale au sein de l’exécutif et de gagner en influence en même temps que le président.
Cet état de fait semble durablement installé. Selon l’expression de Rothkopf, le NSC est « un génie qui ne retournera pas dans sa bouteille ». Le rôle du NSC et son influence ont grandement varié depuis sa création.

## Histoire
Les évolutions du NSC sont essentiellement le reflet du style présidentiel de chaque occupant du bureau ovale. À son entrée en fonction, chaque nouveau président remodèle le fonctionnement de son administration proche en fonction de la manière dont il aborde l’exercice du pouvoir. Il cherche également à corriger les dysfonctionnements observés lors du mandat de son prédécesseur.
Les principales caractéristiques de l’influence du style présidentiel sur le fonctionnement du NSC sont :
- la nomination d’un conseiller influent et partisan ou neutre et respectueux des procédures officielles ;
- des processus de prise de décision informels ou structurés ;
- des missions axées sur l’élaboration de la prise de décision ou sur la vérification de la bonne application des directives présidentielles ;
- la prédilection du président pour certaines problématiques, certains départements et au contraire sa méfiance vis-à-vis d’autres structures.

C’est pourquoi les découpages chronologiques sont largement ceux des présidences successives. Globalement, l’évolution du NSC est une lente montée en puissance suivie par une prédominance sur la politique étrangère et de sécurité, puis une certaine confusion née du style en retrait de deux présidents. Les abus constatés alors conduisent à un repositionnement du NSC et à un certain retour aux sources.

### Naissance du NSC

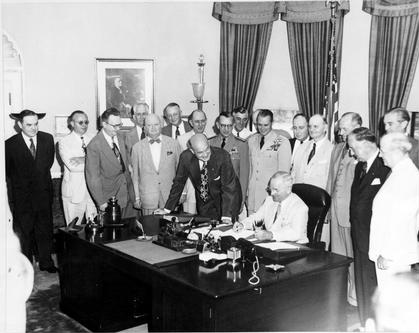
Harry S. Truman signe l’amendement du National Security Act le 10 août 1949

Comme indiqué plus haut, la création du NSC correspond au besoin d’un commandement intégré à l’aube de la confrontation grandissante avec l’URSS. Cependant, la réalité historique est celle de la confluence de la demande de trois acteurs entre 1945 et 1947 : le président, le Congrès, les différents commandements militaires.
Le président Harry S. Truman cherche à centraliser la prise de décision ordinaire en matière de politique étrangère et de sécurité, notamment en créant un département unique chargé des affaires de défense. Après la reddition du Japon le 2 septembre 1945, les comités de coordination des départements d’État, de la Guerre et de la Marine  (State-War-Navy Coordinating Committees ou SWNCC) qui géraient les opérations autour du président n’ont plus de raison de se réunir souvent. Il en résulte une grande cacophonie institutionnelle et des rivalités exacerbées dans un contexte de réduction des moyens militaires utilisés pour vaincre les forces de l’Axe. Les décideurs ne se réunissent qu’en période de crise et arrivent avec leur propre analyse globale de la situation et des moyens à mettre en œuvre pour y répondre. Chacun défend alors sa vision en fonction de ses intérêts, ce qui conduit à une prise de décision chaotique.
Le Congrès est inquiet de la détérioration de la situation sécuritaire et de l’ampleur des décisions qui en découlent. Il cherche à limiter les pouvoirs d’un président qui a une attitude ferme face à l’URSS (Franklin Delano Roosevelt est mort, Truman est président depuis le 12 avril 1945). Pour cela, il veut le forcer à tenir compte de l’avis de tous les membres de son administration, afin d’éviter des décisions trop personnelles.
Les départements de la guerre (qui chapeaute l’US Army) et de la Marine, ainsi que la toute nouvelle US Air Force tiennent à leurs prérogatives. Le département de la Marine dirigé par James Forrestal est celui qui défend le plus farouchement son indépendance et demeure le plus rétif à l’idée d’un commandement intégré. C’est lui qui met en avant un rapport rédigé par Ferdinand Eberstadt, connu sous le nom de rapport Eberstadt, préconisant la mise en place d’une structure interdépartementale appelée conseil de sécurité nationale ou conseil de défense nationale. Celle-ci consacrerait, dans l’esprit de Forrestal, le maintien de l’indépendance des différents départements à vocation militaire.
Truman accepte la proposition de Forrestal, en contrepartie de la création d’un département unique. Il accède aux demandes du Congrès en créant un lieu de prise de décision commune, en contrepartie de la création d’une agence centrale de renseignement (la CIA remplaçant l’OSS). C’est ainsi que le National Security Act est présenté par l’exécutif au Congrès, qui accepte de le voter. Le département à la Défense est créé en 1949 pour regrouper les départements de la Guerre et de la Marine, ainsi que l’Air Force. Ces trois derniers perdent d’ailleurs leur statut de membre permanent et officiel du NSC par l’amendement de la même année.
Le NSC est donc au moins autant le fruit des rivalités bureaucratiques de l’époque que la réponse aux défis induits par les prémices de la guerre froide. Charles-Philippe David parle même d’un « accident de parcours ». Cependant, le concepteur et l’avocat de la politique étrangère américaine reste le département d’État.

### Positionnement dans les institutions (1947-1961)
Dès l’origine la fonction de forum décisionnel du NSC n’est pas réellement utilisée. Truman se méfie de ce fruit du compromis décrit plus haut. Il l’utilise jusqu’en 1950 comme un simple comité consultatif. Les prises de décisions de politique étrangère restent entre le président et le département d’État, la conduite des affaires militaires entre le président et les départements à vocation militaire.

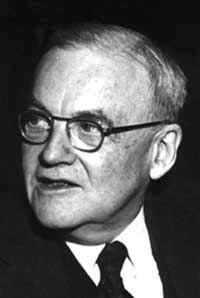
John Foster Dulles, influent secrétaire d’État sous la présidence de Dwight Eisenhower. Le NSC se positionne, mais le département d’État garde la maîtrise de la politique étrangère

C’est la guerre de Corée qui montre l’utilité d’un système de prise de décision et de contrôle intégré. La politique extérieure d'endiguement élaborée par le département d’État doit être traduite en des termes concrets. Le premier document majeur du NSCC, le rapport NSC-68 va le permettre. D’autre part, l’action militaire doit être contrôlée en fonction de ces objectifs politiques. Là encore, les avis du NSC permettront à Truman de limoger un général Douglas MacArthur (alors responsable militaire de la conduite des opérations) favorable à l’emploi de la bombe atomique. Au cours de ce conflit, le NSC se réunit chaque semaine le mardi.
L’administration du NSC commence à s’étoffer et s'installe près de la Maison-Blanche, malgré le souhait de Forrestal (il est devenu le premier secrétaire à la Défense) de l’héberger au Pentagone. Le directeur de la sécurité mutuelle, créé après le Mutual Security Act de 1951, devient membre expert du NSC. De même, lorsqu’un organe de stratégie psychologique est créé la même année, c’est en étroite collaboration qu’il travaille avec le NSC et mène des opérations clandestines.
C’est le président suivant, Dwight Eisenhower (1952-1960), qui donne au NSC une véritable structure administrative. Les personnalités issues du NSC commencent à jouer un rôle. Eisenhower crée en mars 1953, sur la base d’un rapport de Robert Cutler, le poste de conseiller à la sécurité nationale (poste qu'il occupera lui-même par la suite). C'est cependant Andrew Goodpaster, le secrétaire exécutif du NSC qui entretient une relation privilégiée avec le président.
Malgré les critiques de l’époque contre la lourdeur bureaucratique du NSC et contre le fait que c’est la bureaucratie qui décide à la place du président, les faits ont montré qu'Eisenhower a en réalité su conduire sa politique étrangère et de sécurité en bonne harmonie avec son administration et son bureau exécutif.
Eisenhower continue cependant à prendre ses décisions en dehors des réunions officielles du NSC. En 1956, par exemple, lors de la crise de Suez, il se réunit en petit comité avec l’influent secrétaire d’État John Foster Dulles et ses conseillers directs. Les conseillers du NSC ne sont invités que de façon marginale. En dehors des périodes de crises, il mène sa politique étrangère en étroite collaboration avec Dulles.
Ce n’est que sous la présidence suivante que le rôle du département d’État, en tant qu’acteur majeur et unique de la formulation et la défense de politique étrangère américaine, est remis en question.

### Rôle présidentiel (1961-1969)

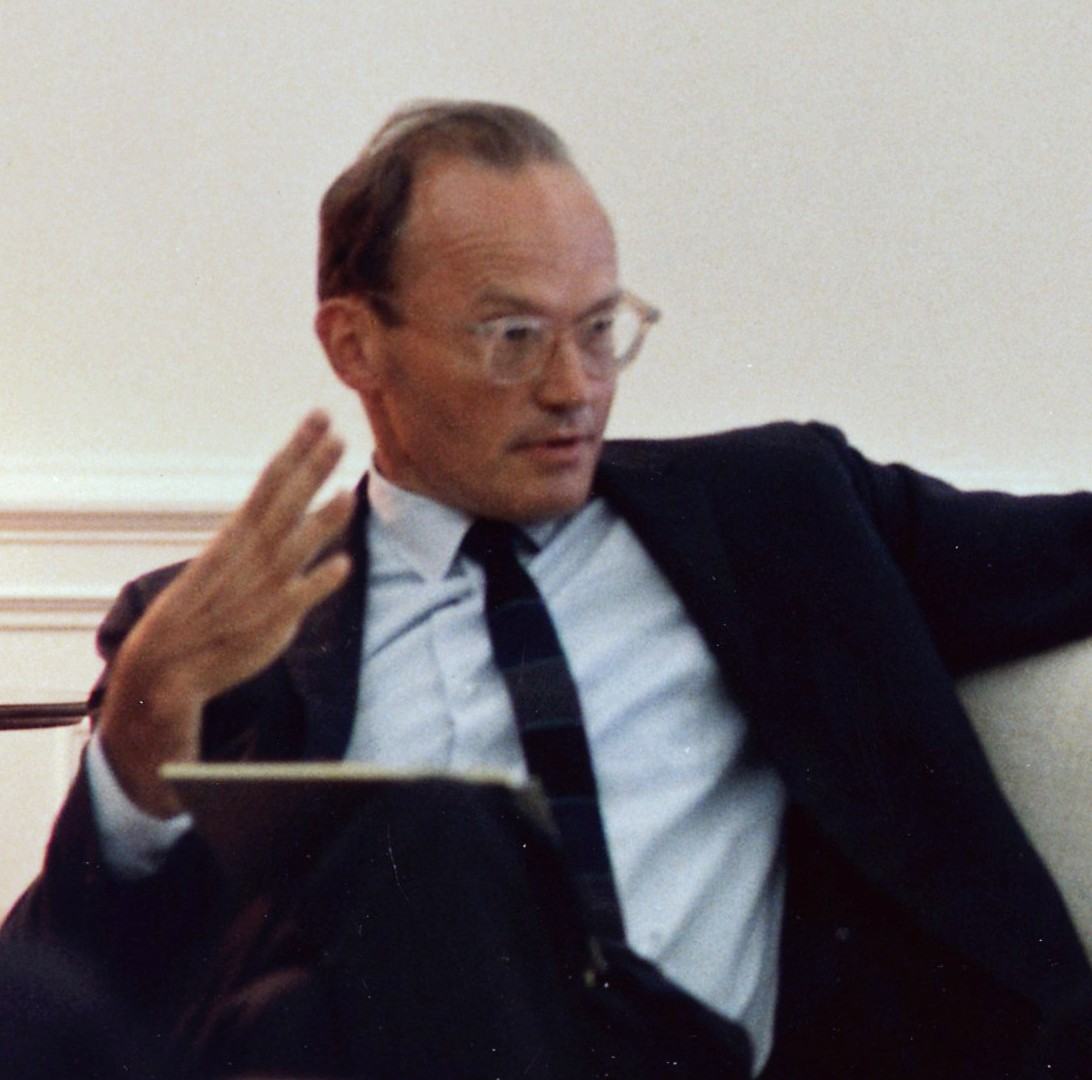
McGeorge Bundy est le premier conseiller à la sécurité nationale jouant un rôle de premier plan (janvier 1961-février 1966)

Lorsque John F. Kennedy (président de 1960 à 1963) arrive à la Maison-Blanche, il nomme McGeorge Bundy comme conseiller sans avoir d’idée précise sur ce que doit être le NSC. Cependant, il découvre l’ampleur du désastre de l’opération de la baie des Cochons et le rôle que le NSC d'Eisenhower y a joué. Tout en acceptant d’en porter la responsabilité, il décide une réorganisation profonde du NSC correspondant mieux à son style.
Il met alors en place une structure de conseillers basée sur un conseiller influent gérant les affaires en cours pour le président. Une équipe intégralement renouvelée et largement augmentée est recrutée par la nouvelle présidence. Celle-ci est donc totalement loyale au chef de l’exécutif. Enfin, la salle de crise gérée par le NSC, siège des réunions en temps de crise, est créée. Cette salle de crise possède les moyens techniques de diriger les communications au sein des départements. Ces évolutions majeures font du NSC un instrument aux mains du président, lui permettant de renforcer son pouvoir. Une partie de ses membres s’installent directement dans l’aile Ouest de la Maison-Blanche.
L’autre aspect majeur du style Kennedy est la prédominance des réunions et des groupes informels n’entrant pas dans la hiérarchie officielle au sommet du pouvoir. Les réunions officielles du NSC deviennent plus rares. Un NSC restreint, le groupe permanent (Standing Group), réunissant un petit cercle autour du président, est l’un des lieux majeurs d’une prise de décision largement collégiale. À cet organe s’ajoutent des comités ad hoc, créés pour un problème particulier. C’est un comité exécutif du NSC (Executive Committee ou Ex Com) qui exerce ainsi le leadership pendant la crise de Cuba.

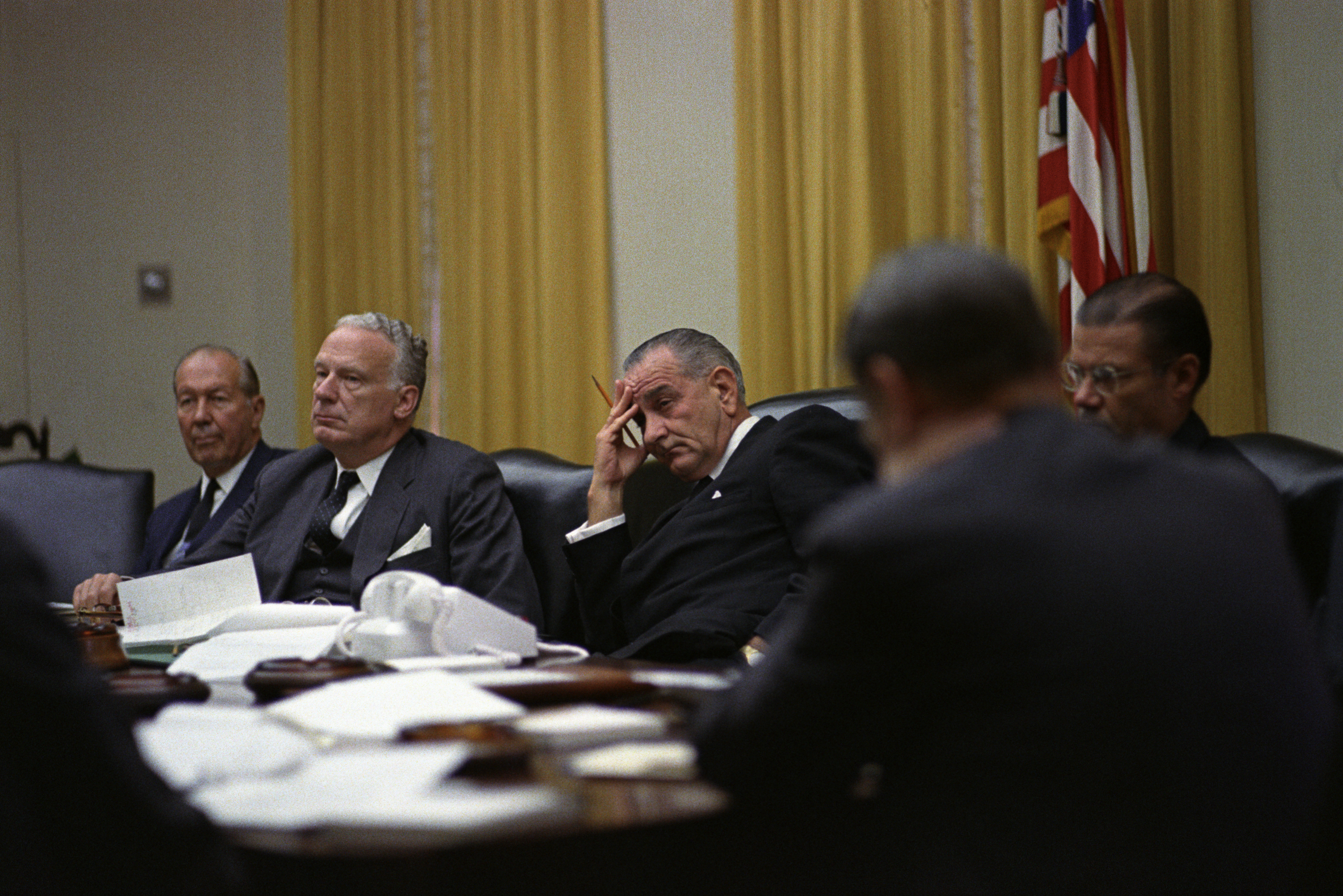
Réunion du NSC le 15 septembre 1966. Le NSC est devenu un organe influent en politique étrangère. On aperçoit notamment Lyndon Johnson (au centre).

McBundy joue un rôle influent directement auprès du président Kennedy. La conséquence en est la perte d’influence du département d’État. À sa tête, Dean Rusk ne parvient pas à enrayer ce processus.
Lyndon B. Johnson (président de 1963 à 1968) ne change pas fondamentalement ce système. Les comités informels sont maintenus. Ils s’appellent dorénavant les groupes du déjeuner du mardi (Tuesday Lunch Group) et groupe des sages (Wise Men Group), mais jouent un rôle similaire que sous la présidence Kennedy. Le conseiller pour la sécurité nationale reste influent, même si les conseillers du NSC ne participent pas systématiquement à ces réunions informelles, et sont de ce fait coupés de l’accès direct au président.
Cette période est marquée par l’importance des questions militaires au NSC, en raison de la situation internationale et de la guerre du Viêt Nam (qui prend de l'ampleur à partir de 1964). Ce conflit qui commence à s’enliser coupe le président et ses proches conseillers du reste de son administration. Le NSC ne parvient plus à jouer son rôle de conseiller impartial et de coordinateur avec les départements. De plus en plus, la prise de décision se centralise autour du bureau ovale. Bundy démissionne de son poste de conseiller à la sécurité nationale en février 1966. Le président décide alors seul, et la fin de son mandat est caractérisée par l’immobilisme dans la gestion du conflit vietnamien.

### Prédominance (1969-1978)

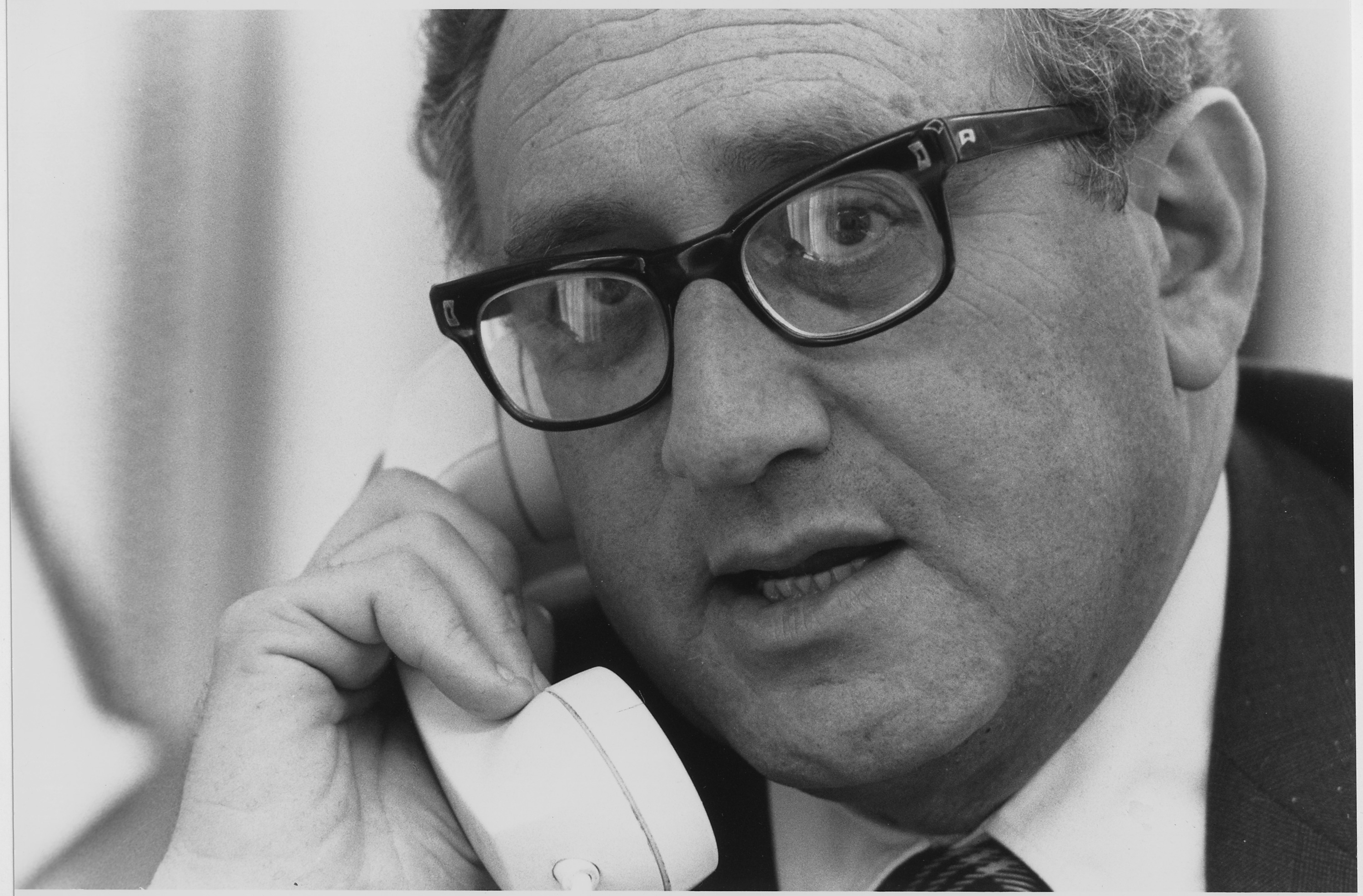
Henry Kissinger, conseiller pour la sécurité nationale de 1969 à 1975. Il cumulera ces fonctions avec celle de secrétaire d’État sous les présidences de Richard Nixon et de Gerald Ford

L’élection de Richard Nixon (1968-1974) marque le début d’une ère de prédominance du NSC sur la politique étrangère américaine. Comme son prédécesseur à la fin de son mandat, il tient à conduire personnellement les affaires extérieures et à en posséder toute la maîtrise, notamment face au Congrès. Pour cela, il nomme comme conseiller à la sécurité nationale un homme dont il partage les vues et avec lequel il entretient une relation personnelle étroite : Henry Kissinger.
Nixon se méfie de la bureaucratie en général et du département d’État en particulier. Il nomme à sa tête William P. Rogers, une personnalité effacée et connue pour son manque de compétence[réf. nécessaire]. Dès le 20 janvier 1969, jour de sa prise de fonction, un National Security Decision Memorandum (NSDM) supprime le SIG présidé statutairement par le secrétaire d’État.
Kissinger va dès lors contrôler l’ensemble du processus de décision, des analyses préliminaires à la présentation des différentes options au président et à la prise de décision elle-même. Les effectifs du NSC croissent pour atteindre près de 100 hauts fonctionnaires influents, pouvant exercer un contrôle des différents départements par les canaux informels. Le pouvoir de l’administration du NSC s’étend dans tous ses domaines de compétence.
Dans le même temps, le forum décisionnel et les comités interdépartementaux deviennent des réunions purement formelles, qui occupent la bureaucratie mais n’influent pas sur la décision. En revanche, les National Security Study Memorandum (NSSM) (analyses prospectives et recommandations influentes) et les NSDM (que les départements doivent appliquer, voir plus haut) se multiplient.

Ce contrôle acquis, Kissinger devient le personnage-clé de la politique étrangère (en dehors du président). En tant que conseiller pour la sécurité nationale, il reçoit les délégations étrangères aux côtés du président, tandis que le secrétaire d’État dont c’est normalement une des fonctions est exclu de ces réunions. De même, il conduit à l’étranger les négociations importantes. Il noue ainsi des relations privilégiées avec certains responsables étrangers importants (l’ambassadeur d’URSS Anatoli Dobrynine, le premier ministre d’Israël Yitzhak Rabin, Zhou Enlai en Chine, etc.).

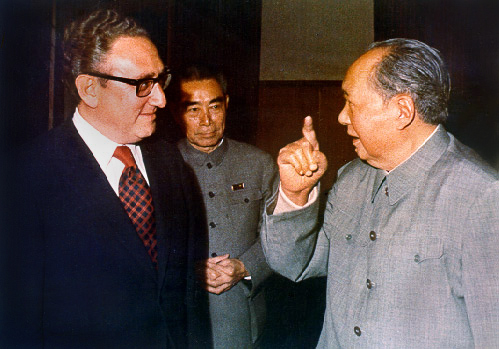
Henry Kissinger conduit lui-même la diplomatie américaine. Il négocie secrètement avec les dirigeants chinois (ici avec Mao Zedong et Zhou Enlai au début des années 1970)

 Pour reprendre l’expression prêtée à Kissinger à propos de l’Europe, son numéro de téléphone est celui des États-Unis quand les diplomates et responsables politiques étrangers cherchent à prendre contact avec l’administration américaine. Kissinger utilise pour cette diplomatie personnelle des moyens à la hauteur. C’est ainsi que le NSC contrôle et utilise les communications en permanence, et plus seulement en tant de crise. Le NSC mène alors une diplomatie centralisée et souvent secrète, utilisant les « canaux noirs » (black channel).
Cette domination atteint son apogée lorsque Kissinger cumule à partir du 22 septembre 1973 les fonctions de conseiller à la sécurité nationale et de secrétaire d’État.
La chute de Nixon à la suite du scandale du Watergate n’entame pas la prédominance de Kissinger. Il demeure secrétaire d’État après l’élection de Gerald Ford (président de 1974 à 1976). En novembre 1975, un nouveau conseiller à la sécurité nationale est nommé. Il s’agit de Brent Scowcroft, un proche de Kissinger et son ancien adjoint au NSC. Le NSC entre alors dans une brève phase de recul.
Lorsque Jimmy Carter prend ses fonctions le 20 janvier 1977, il tente de revenir à une formulation collégiale de la politique étrangère. Il souhaite également rompre avec un système de prise de décision centralisé autour du président et manquant de transparence. Pour cela, il nomme Zbigniew Brzezinski comme conseiller à la sécurité nationale, et Cyrus Vance à la tête du département d’État. Ces deux fortes personnalités sont décidées à mener leur mission sans renoncer à aucune de leurs prérogatives.
Dans les premières années du mandat, le NSC, entraîné par l’inertie de son administration, continue à dominer le processus. Carter préfère Brzezinski, plus proche de sa conception de sa politique internationale. La confusion commence à régner[réf. nécessaire]. Les petits déjeuners du vendredi matin (Friday Morning Breakfast, réunions collégiales de décision au sommet), par exemple, ne font l’objet d’aucun ordre du jour ni d’aucun relevé de conclusions. Il en résulte des interprétations différentes de ses membres, et donc des mises en œuvre différenciées par leurs départements ou administrations respectifs. Les négociations de désarmement SALT II progressent ainsi avec difficulté.

### Rivalités, confusion et dérapage (1978-1989)

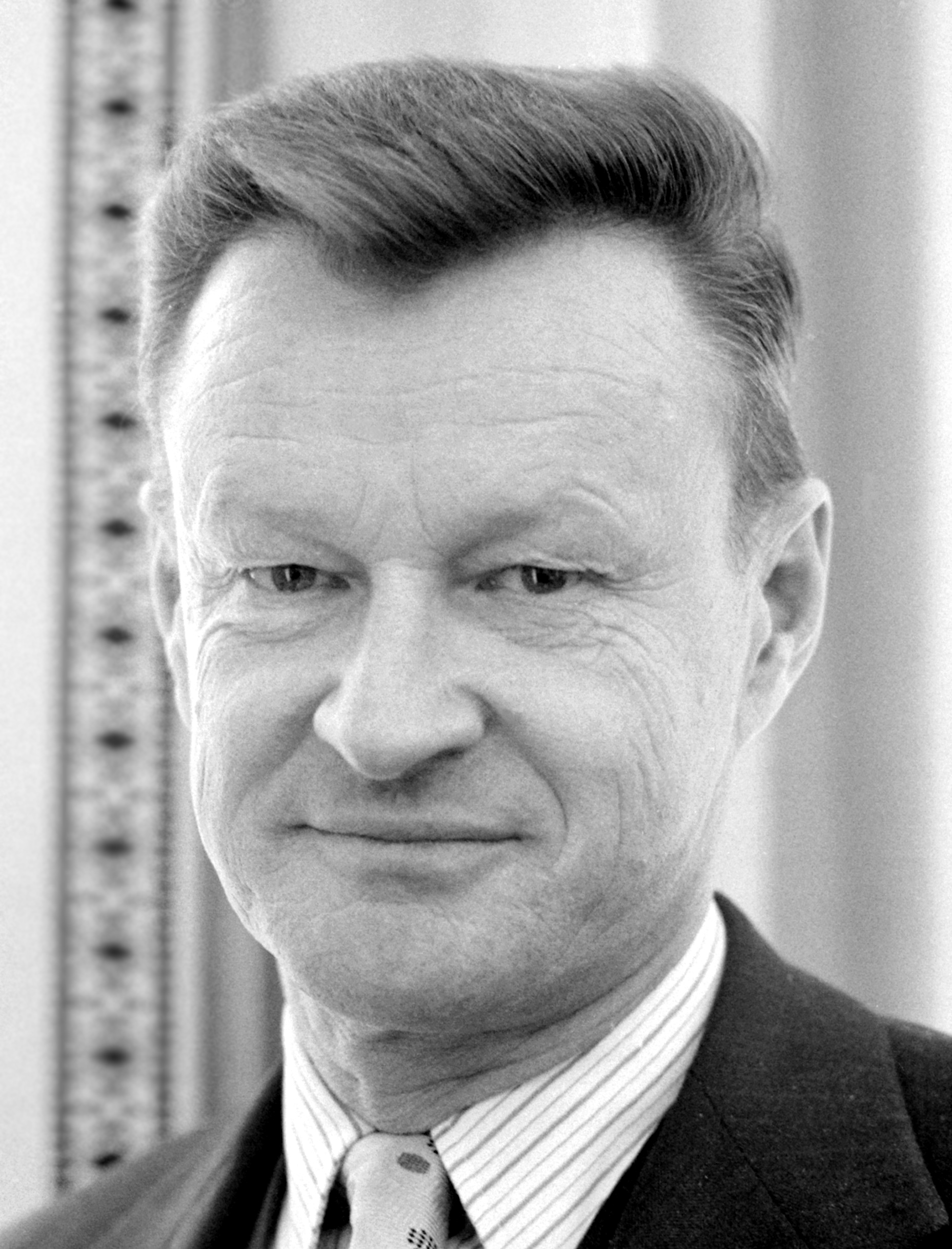
Zbigniew Brzezinski, conseiller pour la sécurité nationale de 1977 à 1981. Sa rivalité avec Cyrus Vance rend la politique étrangère américaine confuse dans la dernière partie de la présidence de Jimmy Carter

Les rivalités entre le NSC et le département d’État prennent une tournure démesurée dans la dernière partie de la présidence Carter[réf. nécessaire]. Les dissensions achoppent sur l’invasion de l’URSS en Afghanistan (1979) et sur l’affaire des otages de l’ambassade d’Iran. Carter échoue à redonner de la cohésion et du leadership au processus de décision. Il en résulte une politique étrangère américaine confuse, peu lisible et parfois contradictoire. C’est ainsi que lors de la crise des otages de l’ambassade d’Iran, Carter entame un dialogue avec le régime de l’ayatollah Rouhollah Khomeini comme le souhaite Vance, mais finit par accepter à la surprise générale l’intervention préconisée par Brzezinski, alors même que ce dialogue n’est pas rompu.
Ces luttes d’influences se poursuivent sous la présidence de Ronald Reagan (1980-1988). Le style du président est très désengagé, laissant une marge de manœuvre importante au processus décisionnel. Contrairement à ce qui s’est passé sous la présidence précédente, ces conflits n’empêchent pas la politique étrangère de rester cohérente, et de mettre en œuvre certaines décisions majeures.

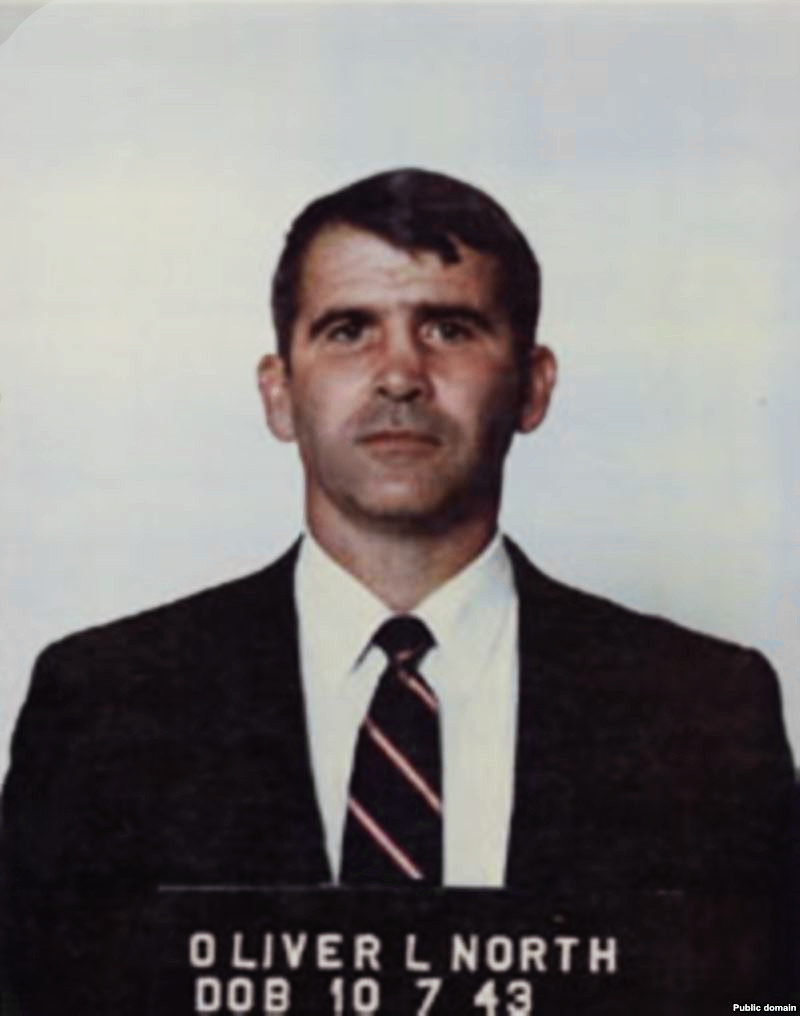
Le lieutenant-colonel Oliver North, membre du NSC, est jugé et condamné en 1989 à la suite de l’affaire Iran-Contra

Il en résulte d’importantes confrontations entre les départements d’État, de la Défense et le NSC. Le poste de conseiller à la sécurité nationale devient instable : 6 conseillers se succèdent au cours des 8 ans que durent les deux mandats de la présidence Reagan.
Dans le même temps, l’administration du NSC n’a jamais été si pléthorique : elle compte 70 hauts fonctionnaires officiels et permanents. Ce véritable État dans l’État, peu contrôlé, s’implique directement et de façon anarchique dans certaines politiques.
C’est dans ce contexte qu’est imaginée et surtout gérée directement à partir du NSC une opération clandestine totalement illégale. Il s’agit de l’affaire Iran-Contra. L’affaire se transforme en scandale lorsqu’elle est découverte le 25 novembre 1986. L’implication directe de deux conseillers pour la sécurité nationale (Robert McFarlane et John Pointdexer) et d’un membre du NSC, le lieutenant-colonel Oliver North est mise en lumière par les enquêtes d’une commission permanente du Congrès, la Commission Tower. Ses conclusions confirmée par les documents de sécurité nationale déclassifiés depuis de la Commission sont accablantes pour le NSC : il a gravement outrepassé son rôle. John Poindexter démissionne en décembre 1986.
Ce scandale n’est que l’aboutissement d’une tendance affirmée dès la présidence Kennedy : utiliser le NSC pour contourner le poids de la bureaucratie, puis le fonctionnement normal des départements, enfin le contrôle du Congrès sur les décisions de politique étrangères. Le NSC a besoin d’un sérieux repositionnement.

### Déclin politique (1989-2000)
Ce n’est qu’avec la nomination comme conseiller à la sécurité nationale de Frank Carlucci (novembre 1987), puis de Colin Powell (automne 1988) en toute fin de mandat que le fonctionnement de la politique étrangère américaine redevient mesuré[réf. nécessaire]. Suivant les recommandations du rapport Tower, le NSC est réformé en profondeur : la moitié de son personnel est renouvelé, il n’a plus de rôle opérationnel et les conseillers travaillant en indépendant sont interdits.

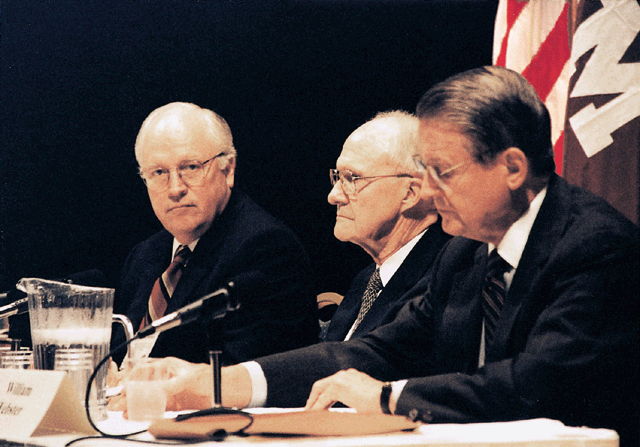
Brent Scowcroft (au centre), conseiller pour la sécurité nationale de 1974 à 1977, puis de 1989 à 1993. On aperçoit également Dick Cheney à gauche (date non connue).

Après ces scandales, le président George H. W. Bush (élu en novembre 1988) redonne au NSC un rôle de simple coordinateur. Il l’exerce avec succès, en bonne intelligence avec les départements et les agences de renseignement, y compris au cours des crises (telles que l'opération Just Cause à Panama en décembre 1989 ou la première guerre du Golfe).
Le président lui-même est bon connaisseur de la politique étrangère. Il choisit une équipe de conseillers relativement homogène, permettant de mener une politique déterminée mais prudente.
Le conseiller pour la sécurité nationale, Brent Scowcroft, reste influent mais redevient un acteur neutre. Il agit en complémentarité avec le secrétaire d'État James Baker. La prise de décision reste informelle et en dehors du cadre officiel des réunions du NSC. Le comité informel est appelé « Comité des directeurs » (Principals Committee). Il travaille sur la base des rapports fournis par le Comité des adjoints (Deputies Committee). Le fonctionnement du NSC se rapproche ainsi de celui prévu à l’origine.
Cette architecture est globalement conservée sous la présidence de Bill Clinton (élu en 1992). Les difficultés rencontrées pendant les premières années sont la conséquence du style désengagé du président et de l’absence de leadership fort au sein des départements d’État et de la Défense dans l'administration Clinton. Le NSC a globalement fonctionné de manière similaire à la présidence précédente. Les comités principaux sont maintenus.
Cependant, au cours du deuxième mandat de Clinton (1996-2000), le NSC redevient plus influent, en même temps que le président s’implique personnellement dans la conduite de la politique étrangère. Il retrouve en partie son rôle de cabinet du président pour les affaires étrangères et de sécurité. À sa tête, Anthony Lake travaille cependant en bonne intelligence avec la secrétaire d’État Madeleine Albright.

### Présidence Bush (2001-2009)

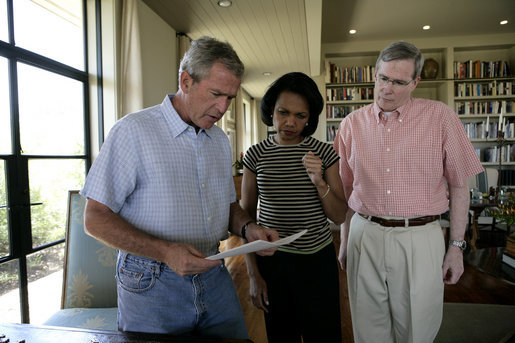
5 août 2006 : réunion informelle entre George W. Bush, Condoleezza Rice (conseillère à la sécurité nationale entre janvier 2001 et novembre 2004), et Stephen Hadley (ancien adjoint de Rice, conseiller depuis cette date)

L’arrivée de George W. Bush le 20 janvier 2001 à la Maison-Blanche est l’occasion d’une organisation nouvelle du NSC. Pour la première fois de son histoire, il est réellement utilisé comme un forum décisionnel. Les réunions de Donald Rumsfeld (secrétaire à la Défense), Colin Powell (secrétaire d’État), Dick Cheney (vice-président), Condoleezza Rice (conseillère pour la sécurité nationale) et George W. Bush sont le lieu d’une prise de décision collégiale. Les rivalités entre les départements sont faibles du fait de l’arrivée massive aux postes-clé de l'administration Bush de personnalités issues des milieux néo-conservateurs. Elles s’estompent après les attentats du 11 septembre 2001.
Les effectifs de l’administration du NSC sont réduits de 30 %, et en partie renouvelés pour des raisons idéologiques. Son organisation est simplifiée. D’autre part, les réunions interdépartementales sont peu nombreuses et marginales. Les réunions du NSC en tant que forum décisionnel sont donc réelles, mais n’impliquent que les chefs des différents départements, nommés par Bush.
La conseillère et son administration jouent un rôle réduit dans l’élaboration de la politique étrangère. Le système est dominé par les départements et surtout le vice-président, sans qu’ils soient confrontés à une réelle contradiction. Cela est d’autant plus paradoxal que Rice a un rôle d’éminence grise auprès de Bush, et entretient avec lui une relation personnelle plus qu’aucun conseiller à la sécurité nationale avant elle. Bien qu’elle ne soit pas une néo-conservatrice historique, elle garde une stature neutre, confortant le président dans ses choix. « Le mandat de Rice est de ne pas dominer le processus de prise de décision, uniquement le coordonner avec l’aide de ses assistants » De ce fait, le NSC n’a pas joué son rôle de garant d’une information complète et fiable au président, ni de reflet de l’ensemble des options envisageables.
En revanche, Rice joue un rôle d’avocate de la politique étrangère américaine et de représentante personnelle du président à l’étranger. Elle multiplie les voyages comme les interventions dans les médias américains, ce qui est nouveau pour un conseiller à la sécurité nationale. D’après Ivo H. Daalder, ce simple rôle de porte-parole s’est fait au détriment d’une analyse coût-avantage équilibrée et appuyée sur des sources diversifiées de l’opportunité d’une intervention en Irak. Il note également que la gestion de l’après-conflit a été confiée à un groupe d’idéologues du département de la Défense, et a échappé au contrôle du NSC.
Un acteur majeur tente sans succès de prendre le contrôle du NSC. Il s’agit de Dick Cheney, le vice-président. Ayant échoué à avoir Rice sous son autorité directe, il parvient tout de même à participer aux Principals Committees. Surtout, il crée au sein de son propre cabinet un pôle de conseillers personnels influents sous la houlette de Lewis Libby. C’est ainsi que Cheney « crée son propre NSC » Cet organe non officiel exerce une influence déterminante sur la politique étrangère américaine, notamment la décision de l’invasion de l’Irak de mars 2003.
Lorsque Rice est nommée secrétaire d’État, Cheney réussit à placer comme conseiller à la sécurité nationale un homme à lui, converti aux thèses néo-conservatrices : Stephen Hadley.
L’homogénéité, la cohérence et la lisibilité de la politique étrangère américaine dépendent donc largement du bon fonctionnement du NSC et de ses relations harmonieuses avec les autres acteurs bureaucratiques. Indéniablement, l’émergence et le rôle majeur de cette structure centrale est le marqueur d’une politique étrangère largement conduite par le pouvoir exécutif.

### Années 2010
En novembre 2014, l'effectif du conseil de sécurité de l'administration Obama est de 400 personnes, chiffre record.[source insuffisante]

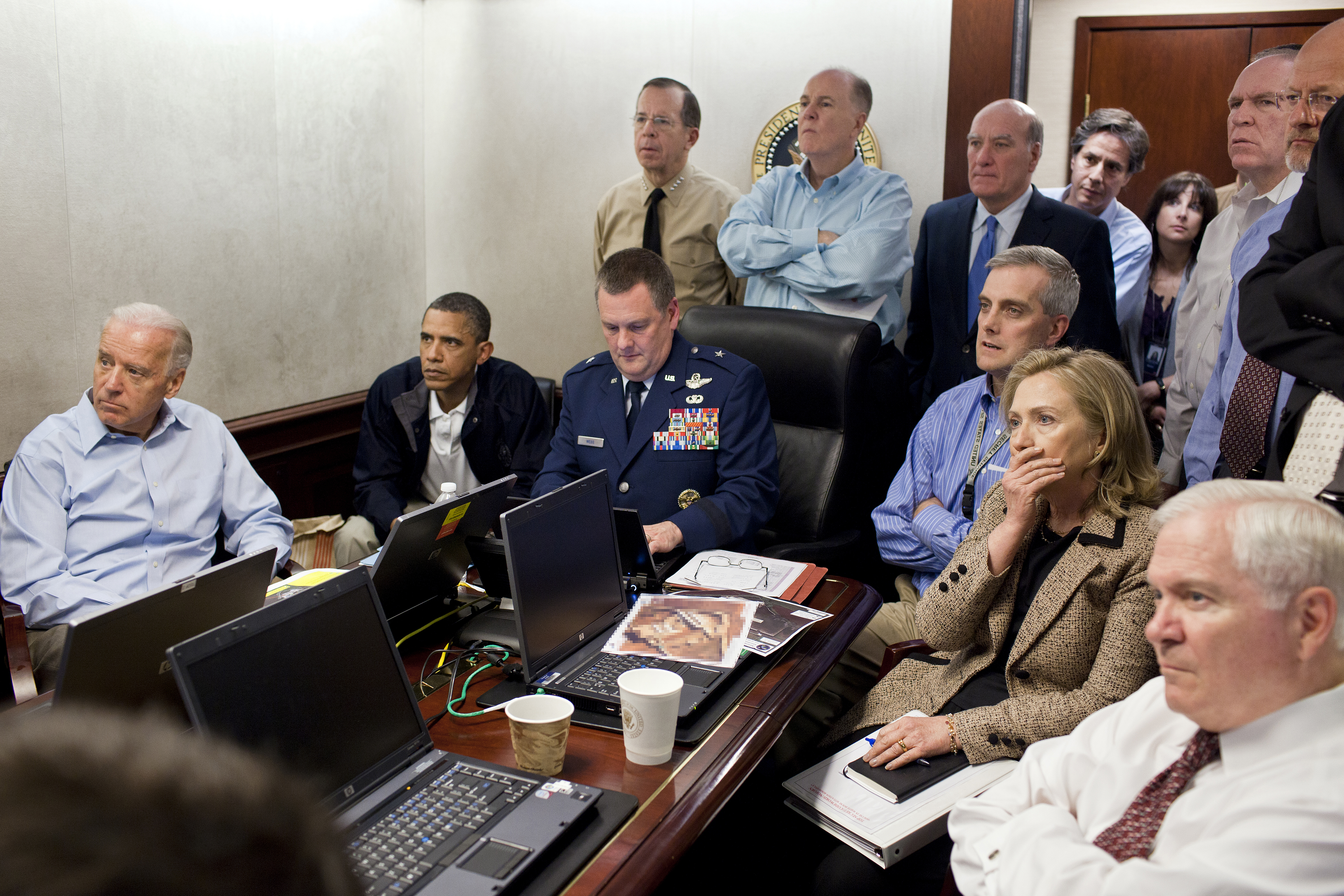
The Situation Room : photographie de l'équipe de Barack Obama assistant à l'opération conduisant à la mort d'Oussama ben Laden le 1 mars 2011.

Donald Trump signe un mémorandum le 29 janvier 2017 dans lequel le directeur de la CIA et le chef d'état major interarmées ne sont désormais plus des membres permanents du conseil de sécurité nationale[réf. nécessaire].

## Culture populaire

### Films et séries télévisées
- Treize Jours met en scène John F. Kennedy et des membres du NSC pendant la crise de Cuba ;
- Nixon met en scène Henry Kissinger, qui fut conseiller à la sécurité nationale ;
- La série À la Maison-Blanche met en scène dans plusieurs épisodes le président dans la Situation Room gérée directement par le NSC.